# Квинт Аврелий Симмах
Квинт Аврелий Си́ммах (лат. Quintus Aurelius Symmachus, ок. 340 — ок. 402) — один из последних вождей потомственной сенатской аристократии Древнего Рима, принадлежавший к роду Аврелиев Симмахов. 

## Биография
Симмах занимал различные должности в имперской администрации: африканского проконсула (373), префекта Рима (384—385) и консула (391).
В 382 г. Симмах, считавшийся лучшим оратором Рима и вождём антихристианской партии, был направлен сенатом в Медиоланум просить у императора Грациана пересмотра принятого под влиянием Амвросия Медиоланского решения о выносе из сената древнего алтаря богини победы. После убийства Грациана именно Симмаху сенат поручил встретить в Италии с поздравлениями Магна Максима.
Защита Симмахом языческих верований в труде De ara Victoriae вызвала возражение со стороны как Амвросия, так и поэта Пруденция, который через 19 лет в специальном сочинении «Против Симмаха» (в 2 книгах) отдает должное красноречию своего противника и ставит его даже выше Цицерона. После убийства Грациана Симмах возобновил ходатайство об отмене антиязыческих эдиктов.
До нашего времени дошли, в 10 книгах (последняя — не вполне), письма Симмаха. Из них следует, что он дожил до царствования Гонория и, после утраты влияния при набожном Валентиниане II, вернул себе блестящее положение в сенате при Евгении и Арбогасте.
Причисляется к «последним римлянам» (наряду с Либанием, Фемистием, Вирием Никомахом Флавианом, Веттием Агорием Претекстатом и др.) — выдающимся деятелям позднеримской эпохи, которые в условиях господства христианства в империи пытались защищать старую римскую религию и традиционные римские ценности вообще.
Симмах является одним из героев романа Валерия Брюсова «Алтарь Победы» (1912).

## Тексты и переводы
- Письма изданы Архивная копия от 4 марта 2016 на Wayback Machine в серии «Collection Budé» в 4 томах, в той же серии изданы речи:
  - Symmaque. Discours. Texte établi, traduit et commenté par Jean-Pierre Callu. 2009. XXXVI, 212 p. ISBN 978-2-251-01454-8
- The Letters of Symmachus. Book I / Transl. M. Salzman, M. Roberts. Atlanta, 2011. 216 p.

Русские переводы:
- Симмах. Письмо об алтаре Победы / Пер. А. Б. Рановича // Ранович А. Б. Античные критики христианства. М., 1990. С. 450—457.
- Симмах. Письма / Пер. И. П. Стрельниковой // Памятники позднего античного ораторского и эпистолярного искусства. М., 1964. С. 205—212.